# دقائق قطبية أحادية الخلية
دقائق قطبية أحادية الخلية (الاسم العلمي: Polaromonas) هي جنس من البكتيريا، سلبية الغرام، تتبع فصيلة الكوماموناسيات.